# O Pobre Rabequista
O Pobre Rabequista, ou O Cego Rabequista, é uma pintura de 1855 (Óleo sobre tela 170 X 122 cm), por José Rodrigues (1828-1887). A obra é considerada a maior representação da pintura do Romantismo de Portugal e atualmente faz parte do  Museu do Chiado. Ela já pertenceu aos acervos de D. Fernando II e do Conde do Ameal.

## Exibições
- 1855 - Exposição Universal de Paris
- 1865 - Exposição Internacional do Porto, onde foi premiado com a segunda medalha.
- 1898 - Exposição Grémio Artístico[1]

## O artista
José Rodrigues foi professor no Colégio do Bom Sucesso e na escola São Domingos de Benfica, ambos localizados em Lisboa. Por ser socialmente vulnerável, o artista também oferecia aulas particulares às mulheres e produzia gravuras e desenhos. Mais de duzentas obras foram vendidas por José Rodrigues, entre os seus clientes estavam figuras oficiais, como o Rei Consorte D. Fernando II e burgueses de alto poder aquisitivo. A vulnerabilidade, submetia o artista às demandas imediatas da clientela, que restringia a liberdade criativa do pintor. Tal dilema vivido foi ilustrado pelo termo "água engaiolada"

## Sobre a obra
O Pobre Rabequista é a pintura de José Rodrigues que mais se aproximou de uma revolução do artista, uma vez que pouco se prendeu às demandas da clientela. A historiografia de Portugal considera a obra como a maior representação do Romantismo do país. Entretanto, por se tratar de uma pintura de denuncia a pobreza, a técnica utilizada por Rodrigues fica em segundo plano. 
O pintor encontrou a essência do movimento romântico na figura do violonista cego. Sua condição socialmente vulnerável de pedinte e simultaneamente religiosa têm um moralismo muito presente para a tradição cristã, a qual argumenta que é somente a fé que oferece a verdadeira visão, e não os olhos. 
A obra encontra-se na posição vertical e o seu primeiro plano é composto pelo pobre rabequista (que dá nome à obra) com o seu violino, que é fonte de suas possíveis linhas oblíquas capazes de dividir a obra em partes equivalentes, por meio do arco e do próprio instrumento. O músico tem fortes características que denunciam a sua condição, como o sapato menor que o pé, a roupa suja e a barba por fazer. Apenas o lenço sobre a cabeça e a postura com que toca o instrumento não o condenam totalmente da dignidade.
Ainda sobre o seu colo há uma criança com a cabeça deitada sobre ele com as mesmas características de pobreza, que estende a mão. A garota encara o observador e é a figura que mais demonstra desespero, por estar suplicando ajoelhada. É como se o pintor revelasse a urgência em ajudar essas pessoas. Embora não exista nenhuma pesquisa mais aprofundada sobre esta personagem, a natureza da obra permite a interpretar que ela é filha do violinista.
No segundo plano há um homem todo vestido de preto mirando o violinista com o olhar. Este terceiro personagem está no ponto mais sombrio da tela, indiferente do drama. O rapaz tem características em comuns com autos-retrato do artista, o que dá margem para a interpretação de que é o próprio José Rodrigues.
Essa distância da narrativa central por parte dessa terceira figura é o que traz o equilíbrio na obra, uma vez que ela evidencia quem é o agente a ser observado e o observador. O violinista toca para si próprio, os olhos fechados do cego representam que ele está fechado para si, enquanto que a criança fixa o observador. E o possível José Rodrigues está isento à toda a situação e provoca o observador da tela, que também tem a sensação de ser observado. Ou seja, o músico age, a garota exige reação e o rapaz ao fundo estuda os personagens do primeiro plano da obra. E é por conta desse jogo de olhares que O Pobre Rabequista é a principal obra do romantismo português. 

## Diversos
- Numa das edições do Jornal "Litteratura Illustrada" publicado em Coimbra em 1860, Manuel Maria Bordalo Pinheiro, pai de Rafael Bordalo Pinheiro escreveu o seguinte sobre este quadro: O quadro do "Cego Rabequista", é de um verdadeiro merecimento artístico, digno pôr-se a par de alguns quadros de Velasquez....
- O quadro está assinado e datado e está classificado no Museu do Chiado com o n.º 515
- No "Jornal das Belas-Artes", nº 3 Lisboa 1857, Rodrigo Paganino escreveu diversas páginas sobre a "filosofia" miserabilista desta obra.